# Guby (obwód smoleński)
Guby (ros. Губы) – wieś (ros. деревня, trb. dieriewnia) w zachodniej Rosji, w osiedlu wiejskim Ponizowskoje rejonu rudniańskiego w obwodzie smoleńskim.

## Geografia
Miejscowość położona jest nad Borożanką, Kamieńcem i Chilinką, 23 km od granicy z Białorusią, 4,5 km od drogi regionalnej 66N-1605 (Ponizowje – Nikoncy), 20 km od centrum administracyjnego osiedla wiejskiego (sieło Ponizowje), 53,5 km od centrum administracyjnego rejonu (Rudnia), 84,5 km od Smoleńska.

## Historia
W czasie II wojny światowej od lipca 1941 roku dieriewnia była okupowana przez hitlerowców. Wyzwolenie nastąpiło we wrześniu 1943 roku.

## Demografia
W 2010 r. miejscowość zamieszkiwały 3 osoby.